# Сенютино (Опочецкий район)
Сенютино — деревня в Опочецком районе Псковской области России. Входит в состав Пригородной волости Опочецкого района.
Расположена в 1 км к юго-западу от окраины города Опочка, южнее деревни Звягино, на автодороге на Пустошку (М20).
Численность населения по состоянию на 2000 год составляла 12 человек, на 2012 год — 12 человек.

## Топографические карты
- Лист карты O-35-XXIX Опочка. Масштаб: 1 : 200 000. Состояние местности на 1985 год. Издание 1987 г.